# FW Андромеды
FW Андромеды (лат. FW Andromedae) — двойная затменная переменная звезда типа Алголя (EA:) в созвездии Андромеды на расстоянии приблизительно 7058 световых лет (около 2164 парсеков) от Солнца. Видимая звёздная величина звезды — от +17m до +16,2m.

## Характеристики
Первый компонент — оранжево-жёлтая звезда спектрального класса K-G. Радиус — около 2,24 солнечных, светимость — около 2,934 солнечных. Эффективная температура — около 5049 K.